# Porcellio insignis
Porcellio insignis är en kräftdjursart som beskrevs av Brandt 1833. Porcellio insignis ingår i släktet Porcellio och familjen Porcellionidae. Inga underarter finns listade i Catalogue of Life.